# Klánovické lázně

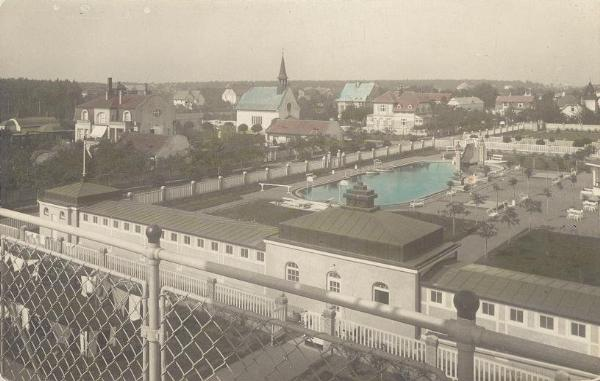
Areál lázní v Klánovicích (asi 1928), v pozadí kostel Nanebevzetí P. Marie

Klánovické lázně (také Klánovická riviéra) byly vedle golfového areálu nejvýznamnějším důkazem meziválečné a válečné prosperity lesní obce Klánovice. Po svém dokončení v roce 1926 byly lázně moderním relaxačním komplexem uprostřed Klánovického lesa. Plný provoz zde fungoval do roku 1948, v roce 1988 byla budova zbořena. Na jejich místě dnes stojí rodinné domky.

## Historie Klánovic
Lesní obec Klánovice vznikla v 80. letech 19. století na základě projektu majitele zdejších pozemků Václava Klána. Nejvýznamnější rozvoj zaznamenala ve 20. a 30. letech 20. století v souvislosti s aktivitami pražského realitního podnikatele a architekta Rudolfa Utěšila (lázně, bazén, kolonáda a restaurace s penzionem) a Golf Clubu Praha (golfové hřiště).

## Výstavba lázní
Klánovické lázně vybudoval mezi roky 1922–1926 podnikatel Rudolf Utěšil. Hlavní budova stála mezi dnešními ulicemi Šlechtitelská, Ke Znaku, U Riviery a Přimským náměstím v městské části Praha-Klánovice.

## Provoz
Lázně byly koncipovány jako společenské centrum pro významné osobnosti pražské společnosti. Využívaly toho, že Klánovice byly už v této době snadno dostupné jak autem, tak také vlakem. Hlavními lákadly pro klienty byla kombinace zdravého lesního vzduchu společně s léčivou radioaktivní vodou z vlastních hlubinných vrtů (kromě v té době populární radioaktivity se voda vyznačovala také vysokým obsahem kyseliny uhličité). Voda byla čerpána z podzemních vrtů pomocí větrné energie.
V centru lázní byl rozsáhlý park s vodotrysky, skluzavkou, vodním kolem, skákacími můstky a lehátky. V hlavní stavbě byl zrcadlový sál s pódiem, francouzská jídelna, dvě restaurace, kuželník, moderně vybavená kuchyň a byt správce. Budovu lázní doplnily centrální garáže pro motorizované návštěvníky, bytové domy, ordinace lékařů nejrůznějších specializací a řada služeb. Postupně zde vyrostly sprchy, převlékací kabiny, verandy, společenské místnosti a kuželník. Specialitou lázní byl taneční sál, jehož parket se během tance měnil v mělké brouzdaliště. Lázně byly vybaveny podzemní čistírnou odpadních vod, která fungovala do 50. let 20. století.

## Konec lázní
Po roce 1945 Rudolf Utěšil lázně prodal trojici podnikatelů, v následujících letech došlo k dalším majetkovým přesunům. Plný provoz lázní trval do roku 1948. V roce 1952 byl komplex tehdejšímu majiteli Novákovi vyvlastněn a on sám byl zatčen. Po tomto roce začal areál pustnout, lázeňské budovy byly přebudovány na byty a pro veřejnost sloužilo jen kino (zrušeno v roce 1966). Lázeňské prameny byly využity pro zásobování vodovodu bytového družstva a pro napájení veřejného koupaliště.
Hlavní budova lázní byla zbourána v roce 1988 a uvolněný prostor byl využit k zástavbě rodinnými domky. V okolí lázní se dodnes uchovalo několik připomínek na nejslavnější klánovické období – mj. honosné vily, centrální garáže nebo kostelíček Matky Boží.

## Srazy Autoklubu Republiky Československé
Lázně byly oblíbeným místem četných srazů členů prvorepublikového Autoklubu Republiky Československé. Jedním z důvodů byl fakt, že stavitel Utěšil byl dlouholetým předsedou autoklubu.

## Podobné stavby

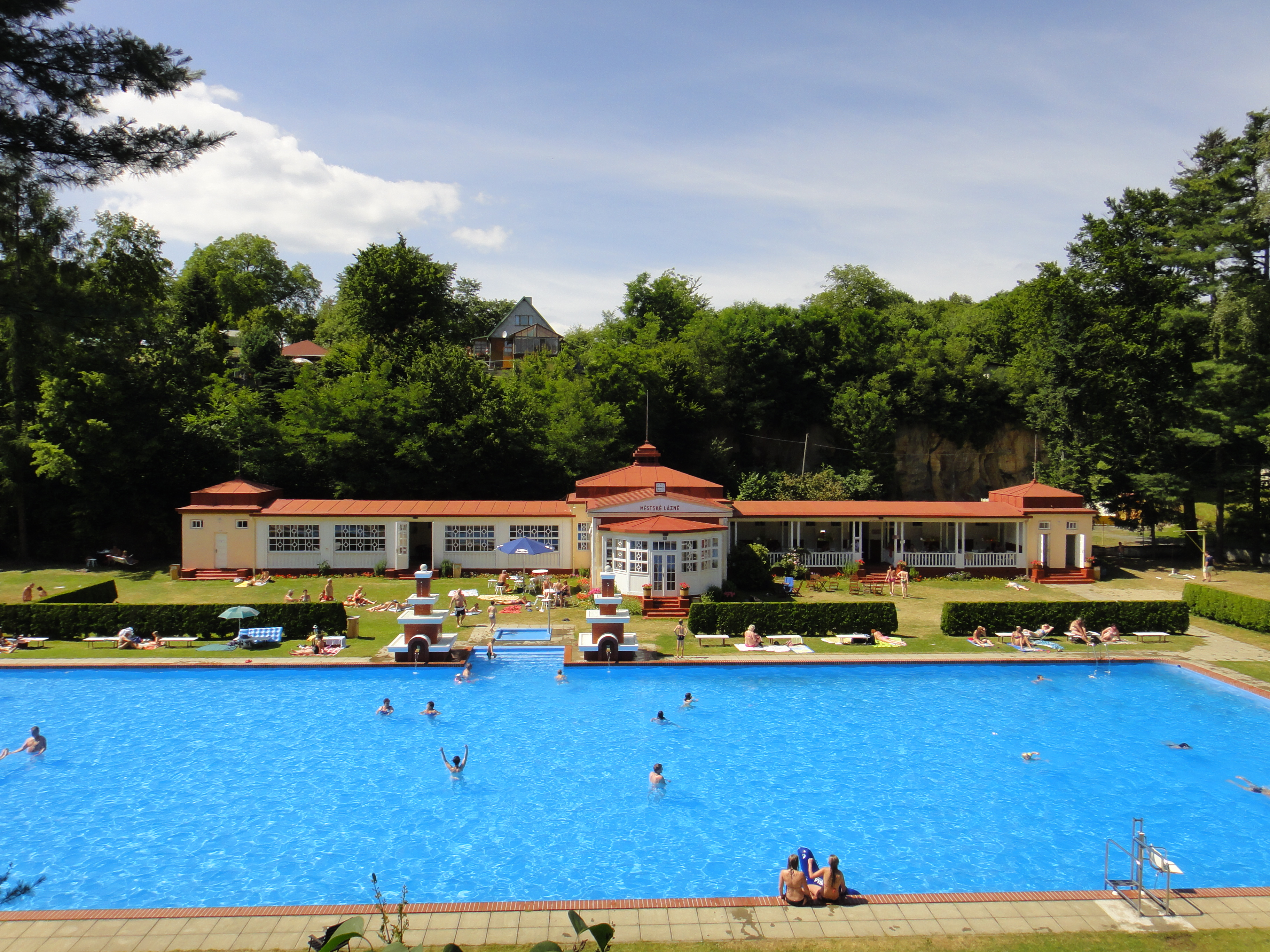
Lázně Mšeno

Částečná replika klánovických lázní dodnes stojí jako městské lázně v obci Mšeno u Mělníku.

## Fotogalerie

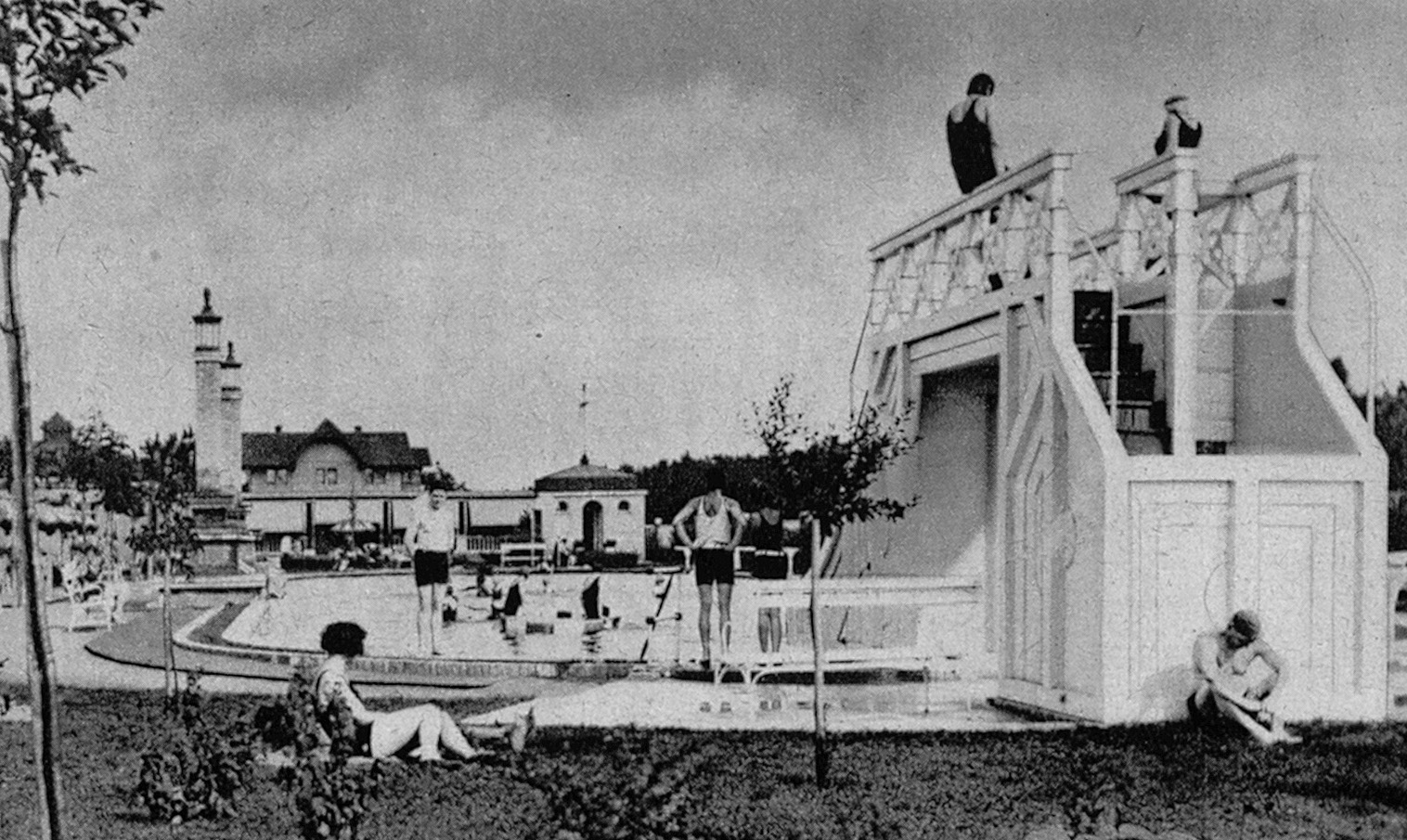
Lázně v roce 1928
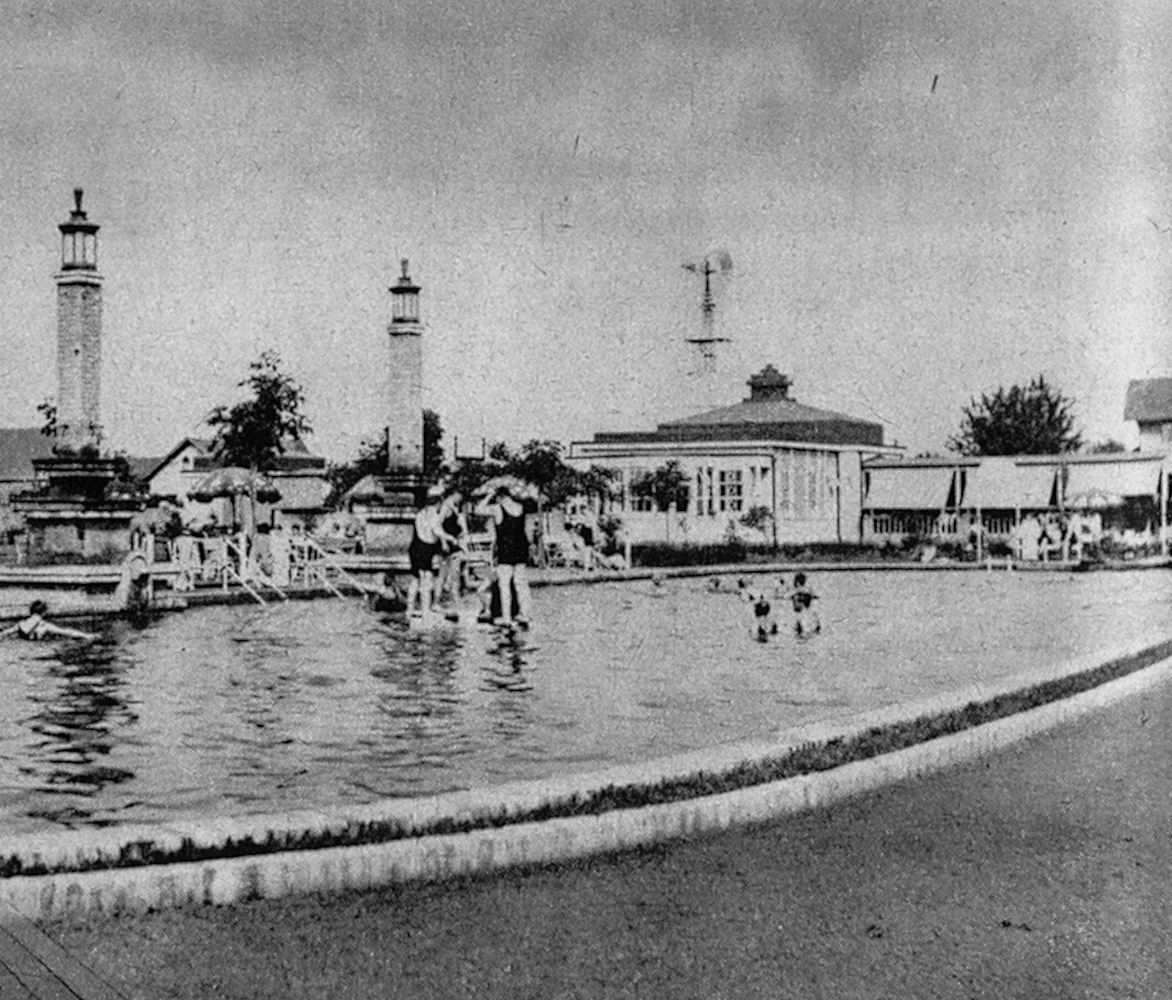
Lázně v roce 1928
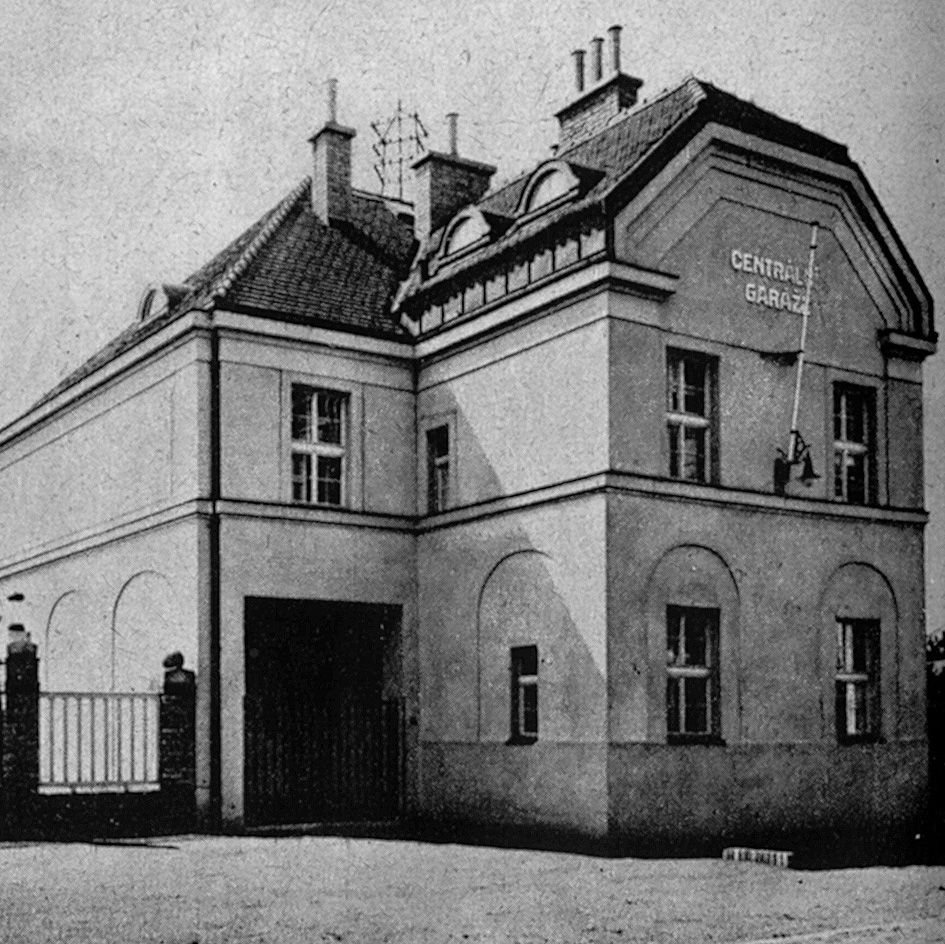
Centrální garáže